# Chorebus propediremptum
Chorebus propediremptum är en stekelart som beskrevs av Fischer, Tormos, Docavo och Isabel Pardo 2004. Chorebus propediremptum ingår i släktet Chorebus och familjen bracksteklar. Inga underarter finns listade i Catalogue of Life.